# 13176 Kobedaitenken
13176 Kobedaitenken este un asteroid din centura principală de asteroizi.

## Descriere
13176 Kobedaitenken este un asteroid din centura principală de asteroizi. A fost descoperit pe 21 aprilie 1996 la Yatsuka de Robert H. McNaught și Hiroshi Abe (astronom). Asteroidul prezintă o orbită caracterizată de o semiaxă mare de 3,19 ua, o excentricitate de 0,14 și o înclinație de 18,7° în raport cu ecliptica.